# 2010年3月中国大陆

## 3月14日
- 十一届全国人大三次会议通过《关于修改〈中华人民共和国全国人民代表大会和地方各级人民代表大会选举法〉的决定》[1][2]。由此，中国实行城乡按相同人口比例选举人大代表[3][4][5][6][7][8][9][10]。

## 3月29日
- 3月29日至4月4日，由国家体育总局和北京市人民政府主办，中国台球协会、北京市体育局、北京时博国际体育赛事有限公司共同承办的2010年世界斯诺克中国公开赛在北京大学生体育馆举行。40名选手参赛，马克·威廉姆斯获冠军[11]。